# 江家義男
江家 義男（こうけ よしお、1903年〈明治36年〉1月2日 - 1958年〈昭和33年〉5月11日）は、日本の法学者。北海道出身。専門は刑法、刑事訴訟法。

## 経歴
- 1903年（明治36年）1月2日 北海道余市郡大江村（現・仁木町）馬郡別に生まれる
- 1917年（大正6年） 樺太庁立豊原尋常高等小学校高等科卒業
- 1922年（大正11年）7月 工手学校（現・工学院大学）機械科本科卒業
- 1925年（大正14年） 専門学校入学者検定試験（専検）合格
- 1926年（大正15年）3月 早稲田大学専門部法律科卒業
- 1926年（大正15年）4月 早稲田大学大学院入学
- 1926年（大正15年）9月 早稲田大学法学部助手
- 1928年（昭和3年）3月 早稲田大学大学院修了
- 1928年（昭和3年）5月 早稲田大学専門部講師
- 1932年（昭和7年）4月 イギリス、ドイツへ留学（ ~ 1934年6月）
- 1934年（昭和9年）6月 早稲田大学法学部講師
- 1936年（昭和11年）4月 早稲田大学助教授
- 1940年（昭和15年）4月 早稲田大学教授
- 1946年（昭和21年）10月 早稲田大学法学部教務主任となる
- 1949年（昭和24年）4月 引き続き第一法学部教務主任（ ~ 1951年9月）
- 1950年（昭和25年） 司法試験考査委員となる
- 1951年（昭和26年） 法制審議会刑事法部会委員となる
- 1952年（昭和27年）10月 法学博士（早稲田大学）の学位を受ける
- 1954年（昭和29年）9月 早稲田大学大学院法学研究科委員長となる
- 1957年（昭和32年）1月 日本学術会議会員となる
- 1958年（昭和33年）5月11日 慢性肺気腫のため逝去（享年55）

## 著書

### 単著
- 『刑法各論』 上巻、東山堂書房、1937年4月。NDLJP:1267099。
- 『刑法各論』 下巻、東山堂書房、1937年2月。NDLJP:1266987。
- 『刑法総論』 上巻、東山堂書房、1937年5月。NDLJP:1266700。
- 『刑法総論』 下巻、東山堂書房、1937年10月。NDLJP:1438584。
- 『刑法講義（総論）』東山堂書房、1938年5月。NDLJP:1270557。
- 『刑法大意』江家義男、1938年6月。NDLJP:1268302。
- 『刑法』三笠書房〈法律学全書 4〉、1938年11月。NDLJP:1268399。
- 『刑法講義（各論）』東山堂書房、1938年4月。NDLJP:1440764。
  - 『刑法講義（各論）』（訂正再版）東山堂書房、1940年9月。NDLJP:1277723。
  - 『刑法講義 各論』（改訂）敬文堂書店、1948年10月。NDLJP:1281021。
  - 『刑法概論 各論』千倉書房、1956年10月。
  - 『刑法概論 各論』（増補版）千倉書房、1960年9月。
- 『刑法講義（総則篇）』東山堂書房、1940年4月。NDLJP:1440782。
  - 『刑法講義 総則篇』（改版）敬文堂書店、1948年1月。
- 『刑法の常識』千倉書房〈千倉常識講座〉、1941年5月。NDLJP:1439100。
- 『新版 刑法講話』千倉書房、1948年2月。NDLJP:1276061。
  - 『新版 刑法講話』（改訂増補版）千倉書房、1949年4月。
- 『英米刑事法研究』 第1巻、敬文堂書店、1949年6月。
- 『刑事法学』評論社〈法律学全書 9〉、1950年5月。
- 『伝聞証拠について』検察研究所〈検察研究所資料 第15号〉、1950年7月。
- 『関連性について』検察研究所〈検察研究所資料 第21号〉、1950年10月。
- 『証人の弾劾について』検察研究所〈検察研究所資料 第30号〉、1951年3月。
- 『証拠調における異議』検察研究所〈検察研究所資料 第36号〉、1951年5月。
- 『証拠法上の諸問題』検察研究所〈検察研究所資料 第48号〉、1951年11月。
- 『刑事証拠法の基礎理論』有斐閣、1951年6月。
  - 『刑事証拠法の基礎理論』（訂正版）有斐閣、1952年4月。
- 『刑法 総論』千倉書房、1952年5月。
- 法令普及会 編『刑事訴訟法教室』 上巻、大蔵省印刷局、1955年11月。
- 法令普及会 編『刑事訴訟法教室』 中巻、大蔵省印刷局、1956年1月。
- 法令普及会 編『刑事訴訟法教室』 下巻、大蔵省印刷局、1957年5月。
- 『刑法各論』青林書院〈現代法学全書〉、1956年12月。
- 江家義男教授刑事法論文集刊行委員会 編『江家義男教授刑事法論文集』早稲田大学出版部、1959年4月。
- 『刑法各論』青林書院新社、1962年4月。
  - 『刑法各論』（増補版）青林書院新社、1963年7月。

### 編著
- 『世相と法律』法令出版公社、1958年4月。

### 監修
- 東京法制研究会 編『法律提要』江家義男監修、光文書院、1956年1月。

### 翻訳
- W.M.Geldart 著、江家義男 訳『改版 ゲルダート英法原理』敬文堂書店、1931年9月。NDLJP:1149262。

### 共編
- 金澤理康、江家義男 編『高等学校用教科書 Contract and torts』東山堂書房、1943年3月。全国書誌番号:22109956。

### 共訳
- 外岡茂十郎・江家義男 訳『ソヴィエット婚姻親族後見法 其の正文及解説』巌松堂書店、1936年2月。